# 鲍君福
鲍君福（863年—940年），五代十国时吴越国官员，字庆臣，余姚（今浙江余姚）人，吴越武肃王钱镠时侍中、同中书门下平章事。
鲍君福祖上鲍防为唐朝太子少保。早年在刘汉宏部下任牙将。唐僖宗光启二年（886年）钱镠进兵浙东，攻打曹娥埭（今浙江上虞境）。他认为刘汉宏难成大事，不久将亡，便投奔钱镠,任向明都指挥使。转战江南，多立战功，历任衢州刺史、遥领清海军节度副使。在衢州十二年，鼓励生产，疏通江南运河，减轻徭役，官至侍中、同中书门下平章事。后来年老致仕，在家中去世。子鲍修让。